# Хуаинь
Хуаи́нь (кит. упр. 华阴, пиньинь Huàyīn, буквально: «с иньской (северной) стороны от горы Хуашань») — городской уезд городского округа Вэйнань провинции Шэньси (КНР). Формально он считается городским уездом, подчинённым напрямую правительству провинции Шэньси (陕西省辖县级市), которое делегирует полномочия на управление им городскому округу Вэйнань (渭南市代管).

## История
В эпоху Вёсен и Осеней эти земли входили в состав царства Цзинь: здесь находилась область Иньцзинь (阴晋邑). После того, как в 453 году до н. э. три семьи разделили Цзинь, то область Иньцзинь оказалась в составе царства Вэй; часть западнее Великой стены царства Вэй оказалась в составе царства Цинь.
После того, как царство Вэй было завоёвано царством Цинь, здесь в 332 году до н. э. был создан уезд Нинцинь (宁秦县). При империи Хань в 199 году до н. э. он был переименован в Хуаинь (华阴县). Во времена диктатуры Ван Мана уезд получил название Хуатань (华坛县), но при империи Восточная Хань ему было возвращено прежнее название.
Во времена правления императрицы У Цзэтянь из-за практики табу на имена уезд был переименован в Сяньчжан (仙掌县), но в 705 году ему было возвращено прежнее название. В 761 году область Хуачжоу (华州), в которую входил уезд, была переименована в Тайчжоу (太州), и потому уезд был переименован из Хуаинь в Тайинь (太阴县), но в следующем году область и уезд получили прежние названия.
В 1950 году был создан Специальный район Вэйнань (渭南专区), и уезд Хуаинь вошёл в его состав. В 1956 году Специальный район Вэйнань был расформирован, и уезд стал подчиняться напрямую властям провинции Шэньси. В 1959 году уезды Хуасянь, Хуаинь и Тунгуань были присоединены к уезду Вэйнань.
В 1961 году Специальный район Вэйнань был создан вновь, и восстановленный в прежних границах уезд вновь вошёл в его состав. В 1969 году Специальный район Вэйнань был переименован в округ Вэйнань (渭南地区). В 1990 году уезд Хуаинь был преобразован в городской уезд.
В 1994 году постановлением Госсовета КНР были расформированы Округ Вэйнань и городской уезд Вэйнань, и образован городской округ Вэйнань. Городской уезд Хуаинь был подчинён напрямую правительству провинции Шэньси, которое делегировало полномочия на управление им властям городского округа Вэйнань.

## Административное деление
Городской уезд делится на 2 уличных комитета и 4 посёлка.